# Arabeszk (film)
Arabeszk (Arabesque) 1966-ban bemutatott színes amerikai thrillerfilm-vígjáték, Stanley Donen rendezésében, Gregory Peck, Sophia Loren és Alan Badel főszereplésével. A forgatókönyv Alex Gordon, valódi nevén Gordon Cotler amerikai író  The Cipher (A rejtjel) című 1961-es bűnügyi regényéből készült. A szövevényes cselekmény főszereplője – hasonlóan Donen előző filmjéhez, az Amerikai fogócskához – egy hétköznapi, ártatlan polgár, aki hirtelen veszedelmes helyzetbe sodródik. A film a hitchcocki hagyományokra és filmes eszközökre épül, de humoros fordulatokban is bővelkedik. Ez volt Donan utolsó filmrendezése ebben a műfajban.

## Cselekmény
Ragheeb professzort, az Oxfordi Egyetem ókori hieroglifa-kutatóját Sloane őrnagy meggyilkolja, és elveszi tőle a szemüvegébe rejtett, kódolt hettita hieroglifa-üzenetet. Az őrnagy ezután az egyetem másik professzorát, az amerikai David Pollockot keresi fel, és Nejim Beshraavi hajózási nagyvállalkozó nevében jól fizetett munkát kínál neki. A tudós Pollock nem mutat érdeklődést, elhárítja a meghívást. Röviddel ezután Pollockot az utcán elrabolják és egy autóba tuszkolják, ahol Hassan Jena, egy közel-keleti állam miniszterelnöke, és Mohammed Lufti, az ország londoni nagykövete fogadja. Jena titokban jött Nagy-Britanniába. Rábeszéli Pollockot, hogy fogadja el Beshraavi állásajánlatát és segítsen felfedni Beshraavi gyaníthatóan államellenes szándékait.

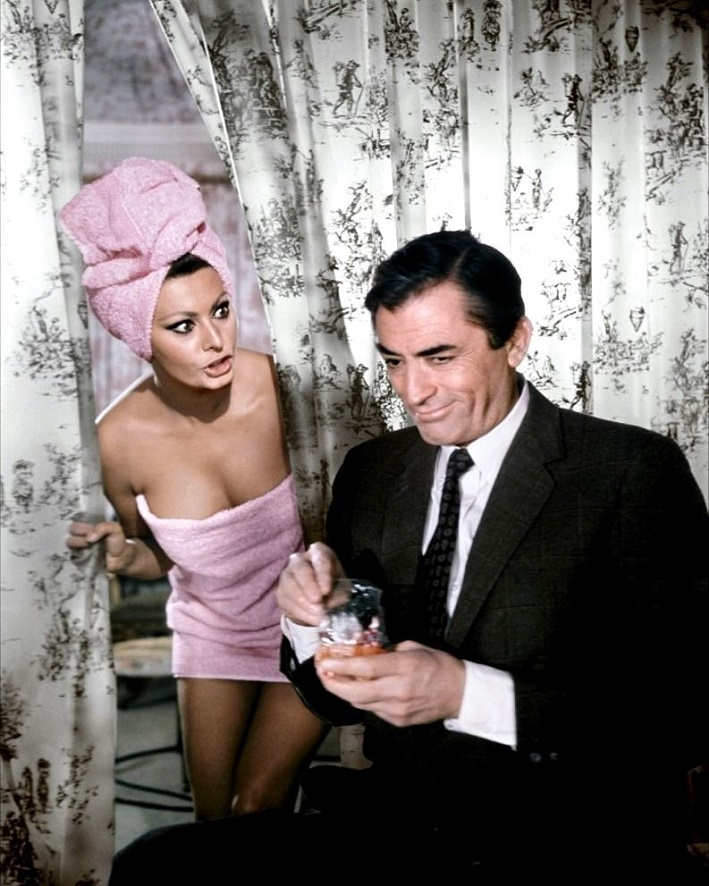
Yazmin (Sophia Loren) és Pollock (Gregory Peck)

Pollock elfogadja Beshraavi meghívását. Az oligarcha a meggyilkolt Ragheeb-tól ellopott hieroglifa-üzenet megfejtését kívánja Pollocktól. Beshraavi titkos terve szerint utána Pollockkal is végezne. Beshraavi barátnője, Yasmin Azir elárulja Pollocknak a tervet. Yasmin segítségével Pollock egy csoki papírjába rejti a kódolt üzenetet. Amikor Beshraavi leleplezi, Pollock úgy tesz, mintha túszul ejtené Yasmint, és vele együtt kijut a házból. Menekülés közben Beshraavi egyik testőre útjukat állja. Egy ismeretlen férfi tűnik fel, megöli a testőrt, megmenti Pollockot. Először Webster rendőrfelügyelőnek mondja magát, de aztán leüti a professzort. Magához térve Pollock Webster és Yussef Kassim fogságában találja magát, akik Yasmin barátainak tűnnek, és szintén a kódolt üzenetet keresik. Pollock azt állítja, az üzenet Beshraavi házában maradt. Igazság-szérummal megtörik ellenállását, de a csokipapírról szóló szövegelését zagyvaságnak minősítik. Azt hiszik, valóban Beshraavinál van az üzenet, Yasmint visszaküldik, hogy szerezze meg. Pollock hazamegy az egyetemre, hogy kialudja a kábítószer hatását.
Yasmin hazatérve azt mondja Beshraavinak, hogy Yussef Kassim megölte David Pollockot és Beshraavi testőrét is, de nem találta meg az üzenetet. Beshraavi tudja, hogy Pollock épen és egészségesen hazatért, és megbízza Yasmint, csábítsa el az amerikait és szerezze vissza a rejtjeles írást.
Yasmin felkeresi Pollockot, és azt bizonygatja neki, gyűlöli Yussef Kasimot, és csak látszólag tesz úgy, mintha segítené őt, mert anyját és nővéreit túszként fogva tartja Ali ben Ali tábornok, Yussef főnöke, aki katonai hatalomátvételt szervez. Yasmin azt kéri Pollocktól, fejtse meg a kódot, hogy Yasmin jelenthesse az arab nagykövetségnek, amely gondoskodna biztonságukról.
Pollock és Yasmin követik Yussefet egy építkezésre, hogy visszaszerezzék az autóban hagyott, csokipapírba rejtett írást. Webster azonban megeszi a csokit, megtalálja a kódolt üzenetet, amelyet felkínál Beshraavinak. Yasmin és Pollock megtudja, hogy az adásvételt az ascoti lóversenypályán akarják lebonyolítani, Yussef kijátszásával. Yasmin elkíséri Beshraavit a lóversenyre, Pollock elrejtőzik a nézők között. Sloane őrnagy pénzzel teli borítékot ad Websternek, de Pollocknak sikerül ellopnia a kódot Webstertől. Verekedés tör ki, Sloane le akarja szúrni Pollockot, de véletlenül Webstert sebzi halálra. A rendőrség Pollockot körözi Webster meggyilkolása miatt. Visszamenekül Londonba, a vonaton lemásolja a rejtjeles írást és postára adja saját magának. Segítséget kér az arab nagykövetségtől, de Jena miniszterelnök és Lufti nagykövet elutasítják. Beshraavi megfenyegeti Yasmint, hogy megöli, ha nem találja meg Pollockot, és nem szerzi meg tőle a rejtjeles írást.
A halott Ragheeb professzor özvegyétől Pollock megtudja, hogy Yasmin hazudik neki, ő valójában Ali tábornok leánya. Yasmin újabb mesékkel altatja el a férfi gyanúját. Pollock követi Yasmint. Yussef megpróbálja megölni a lányt, de Pollock közbelép és Yussef hal meg. Az amerikai már egy szavát sem hiszi Yasminnak, de az éjszakát együtt töltik, utána Pollock megfejti a postáról kiváltott eredeti  üzenetet. A hieroglifákban nem talál értelmet, de felfedez egy mikrofilm-kockát, melyen az áll: „Beshraavi meg akarja gyilkolni Jena miniszterelnököt június 18-án 12:30-kor”, azaz húsz percen belül. Rohannak a londoni repülőtérre, ahol az érkező Jena éppen kiszáll a gépből és sajtótájékoztatót ad. Pollock áttör a biztonságiakon, földre rántja Jenát, megmentve őt Sloane őrnagy puskalövéseitől. Ekkor Lufti nagykövet pisztollyal lelövi Jenát és eltávozik. Yasmin rájön, hogy az agyonlőtt áldozat csak egy hasonmás. A valódi miniszterelnököt Beshravi emberei kicserélték és egy koporsóba zárva teherautóval éppen elviszik a repülőtérről.
Pollock és Yasmin elrejtőznek a teherautó rakterében és kiszabadítják Jenát. Beshraavi vidéki birtokán kirakodás közben mindhárman megszöknek, és Beshraavi lovaira pattanva elmenekülnek. Beshravi emberei terepjárókkal, kombájnokkal üldözik őket. Maga Beshraavi és Sloane őrnagy helikopterről lövöldöz rájuk. A szökevények a használaton kívüli Crumlin viaduktra másznak fel. Amikor a rájuk vadászó helikopter berepül a híd alá, Pollock egy létrát dob a lépcsavarra, a helikopter lezuhan és kigyullad, a tűzgolyóban Beshraaviék elpusztulnak. Pollock Yasminnal együtt visszatér Oxfordba.

## Főbb szereplők
| Szerep                                | Színész          | Magyar hangja (1. szinkron |
| ------------------------------------- | ---------------- | -------------------------- |
| David Pollock professzor              | Gregory Peck     | Epres Attila               |
| Yasmin Azir                           | Sophia Loren     | Tóth Enikő                 |
| Nejim Beshraavi hajóflotta-tulajdonos | Alan Badel       | Görög László               |
| Yussef Kasim                          | Kieron Moore     | Sörös Sándor               |
| Hassan Jena miniszterelnök            | Carl Duering     | Kőszegi Ákos               |
| Sylvester Pennington Sloane őrnagy    | John Merivale    | Juhász György              |
| Webster                               | Duncan Lamont    | Zágoni Zsolt               |
| Mohammed Lufti nagykövet              | Harold Kasket    | Konrád Antal               |
| Ragheeb professzor                    | George Coulouris | (n. a.)                    |

## Gyártás
A film eredeti munkacíme Crisscross (Keresztül-kasul) lett volna, ezt változtatták Cipher-re (az eredeti regény címére), végül Arabeszk (Arabesque) címen bocsátották közre. Arabeszk a képzőművészetekből ismert, egymásba fonódó, kanyargós indákból font bonyolult, cifra díszítőelem. A cím választása egyszerre utal a cselekmény szövevényességére és arab vonatkozásaira. Stanley Donen rendező-producer eredetileg Cary Grantet akarta David Pollock szerepére, mert őt jól ismerte előző közös filmjükből, az Amerikai fogócskából (Charade). A  film szövegkönyvében Pollock szövegeit Grant stílusában írták meg. Donen később azt nyilatkozta, hogy Grantnek nem tetszett a forgatókönyv, és nem akarta megcsinálni, így választása Gregory Peckre és Sophia Lorenre esett, akik szívesen elvállalták a főszerepeket.

## Forgatási helyszínek

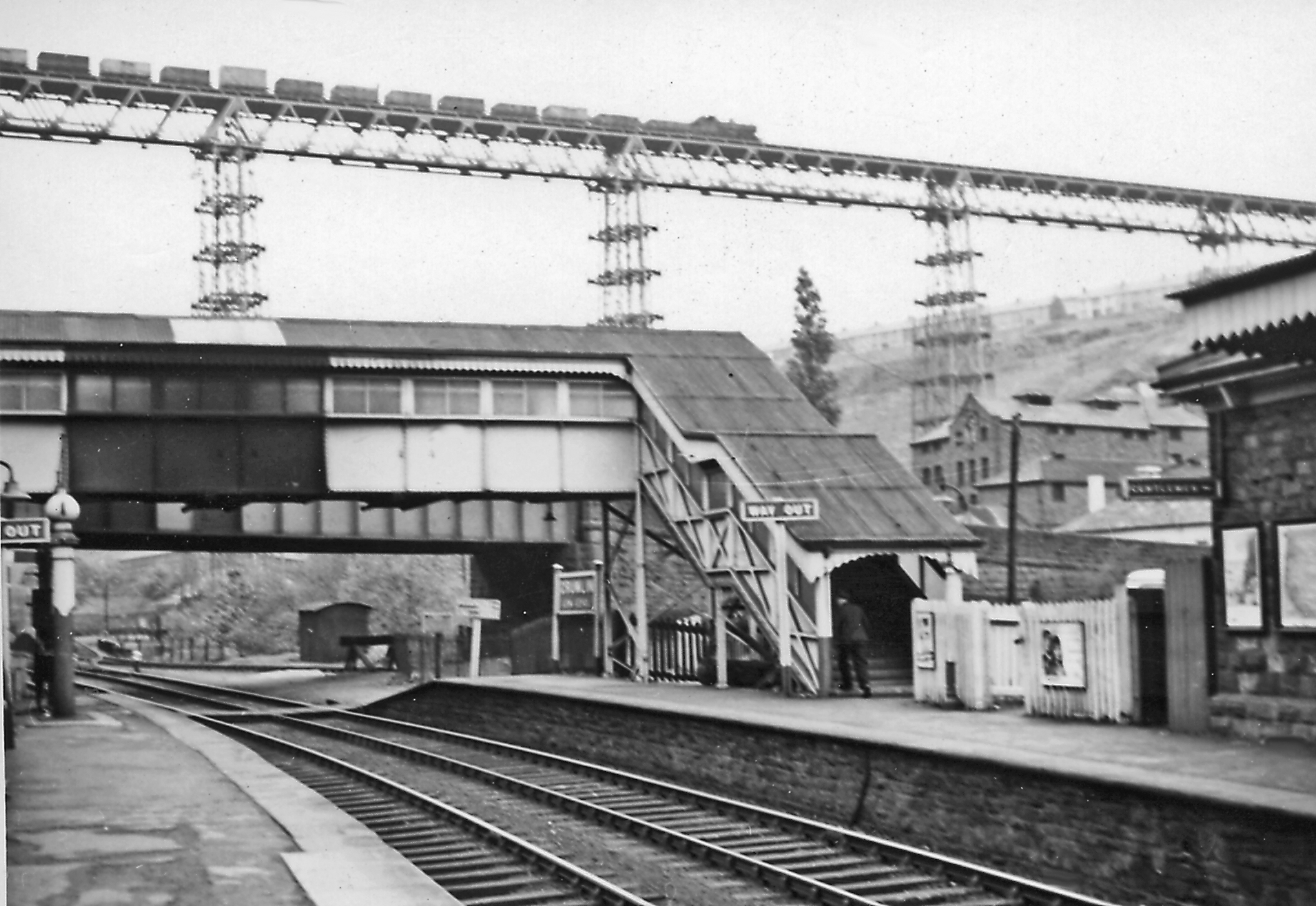
A crumlini vasúti völgyhíd (1957-es fotó)

A belső felvételek a Pinewood Studios díszletei között készültek. A külső felvételeket Londonban és Oxfordban vették fel. A végső jelenetet Dél-Walesben, a crumlini vasúti viadukton (völgyhídon) forgatták. Az Ebbw folyón átívelő, 1853–1857 között épült, acél rácsszerkezetű hidat 1964-ben már lezárták. 1965-ben, amikor a film itteni jeleneteit forgatták, a híd bontási munkái már megkezdődtek. A bontás 1966-ban fejeződött be. Amíg állt, a híd Nagy-Britannia legmagasabb völgyhídja volt.

## Fogadtatás
A film vegyesen fogadta mind a kritika, mind a közönség. A Rotten Tomatoes szerint átlagosan 74%-os besorolást ért el. Jegybevétele mérsékelt nyereséget hozott. A Boxoffice Magazine szerint a film példaértékű kémtörténet, a legjobb Hitchcocki iskolát követi. A Variety magazin szerint az Arabeszkben vannak eladható ötletek, de a cselekmény szálai zavarosak és a karakterek rosszul vannak megválasztva. A Variety kritikusa a legnagyobb tévedésnek minősítette Gregory Peck választását a főszerepre.

## Elismerések, díjak
| Díj             | Kategória                   | Díjazott            | Eredmény |
| --------------- | --------------------------- | ------------------- | -------- |
| 1967: BAFTA-díj | a legjobb operatőrnek       | Christopher Challis | Elnyerte |
| 1967: BAFTA-díj | a legjobb jelmeztervezésért | Christian Dior      | Jelölve  |
| 1967: BAFTA-díj | a legjobb vágásnak          | Frederick Wilson    | Jelölve  |
| 1967: Bambi-díj | a legjobb színésznőnek      | Sophia Loren        | Elnyerte |

## További információ
- Arabeszk a PORT.hu-n (magyarul)
- Arabeszk az Internetes Szinkronadatbázisban (magyarul)
- Arabeszk az Internet Movie Database-ben (angolul)
- Arabeszk a Rotten Tomatoeson (angolul)
- Arabeszk a Box Office Mojón (angolul)
- Arabesque (francia nyelven). AlloCiné.fr
- Arabeske (német nyelven). Filmdienst.de
- Arabeszk (magyar nyelven). TMDB (The MovieWeb Adatbázis)
- Arabeszk (magyar nyelven). MAFAB.hu